# Xả súng tại Trường Trung học Marysville Pilchuck
Vụ xả súng tại Trường Trung học Marysville Pilchuck xảy ra ở Marysville, Washington vào ngày 24 tháng 10 năm 2014, khi một học sinh năm thứ nhất 15 tuổi Jaylen Fryberg bắn năm học sinh khác tại Trường Trung học Marysville Pilchuck, khiến hai người thiệt mạng. Hung thủ sau đó đã tự sát.

## Diễn biến vụ việc
Trước vụ xả súng, Fryberg gửi tin nhắn mời một số học sinh khác là bạn mình tới ăn trưa. Trong giờ ăn, cậu ta vào căngtin của trường và ngồi vào một bàn khác. Đến 10 giờ 39 phút sáng , theo các nhân chứng, cậu ta đứng dậy khỏi bàn, tiến tới gần bàn ăn thứ hai nơi cậu ta đã mời bạn bè mình tới và xảy ra một cuộc cãi lộn với họ. Sau đó cậu ta rút khẩu súng cầm tay Beretta .40-caliber và bắn ít nhất tám phát, bắn các học sinh khác với tư thế "bình tĩnh, có kỹ thuật". Sau đó cậu ta tiếp tục bắn thêm vài phát nữa ngoài khuôn viên trường và nạp lại đạn ít nhất một lần. Trong khi xả súng, Fryberg được các nhân chứng kể lại là có "một ánh nhìn trống rỗng" và "vừa bắn và nhìn chăm chăm vào nạn nhân". Có vẻ như cậu ta chỉ nhắm bắn vào mục tiêu duy nhất là cái bàn nơi các bạn mình ngồi. Vào thời điểm xảy ra vụ việc, ít nhất mười học sinh đang ngồi tại bàn đó.
Fryberg chết tại hiện trường là do bị bắn, song một số nguồn tin phương tiện truyền thông báo cáo rằng cậu tự tử. Cũng có nhân chứng báo cáo rằng một nhân viên của trường đã cố gắng can thiệp bằng cách chộp lấy cánh tay của Fryberg, vô tình khiến cậu bị bắn vào cổ mình. Nhân viên này sau đó được xác nhận là giáo viên dạy bộ môn xã hội năm đầu, tên Megan Silberberger, đã cố gắng không để cho Fryberg nạp lại đạn. Nhưng các quan chức cảnh sát và các bác sĩ pháp y Hạt Snohomish sau khi khám nghiệm lại kết luận rằng Fryberg tự tử bằng cách bắn vào đầu mình và giáo viên Silberberger không hề chạm vào cậu trước khi cậu chết. Động lực cho việc xả súng đến giờ vẫn chưa rõ, mặc dù theo lời một học sinh nói rằng Fryberg đã vô cùng giận dữ với bạn gái cậu khi không hẹn hò với cậu ta, và cô gái ấy chính là một trong những người bị bắn chết.

### Hậu quả
Tại thời điểm vụ nổ súng, khoảng 50 người ở bên trong căngtin. Khi xảy ra vụ việc, theo ghi lại, nhà trường không cho học sinh đi vào nơi này. Các nạn nhân được xác định đều là bạn bè của Fryberg. Các học sinh khác đã được sơ tán, nhưng ít nhất sáu học sinh bị thương. Trong khi quan chức thực thi pháp luật địa phương điều tra, học sinh đã được đưa tới một nhà thờ địa phương gần đó bằng xe buýt, theo bài viết trên Twitter của trường. Giám thị học khu Becky Berg xác nhận rằng học sinh trường Marysville Pilchuck được nghỉ học trong tuần sau để tổ chức cuộc thi đấu bóng đá sắp tới. Căngtin nơi xảy ra vụ xả súng sẽ không được mở cửa để xem xét, tu sửa. Các nhà điều tra đã phỏng vấn hơn 100 nhân chứng. Cảnh sất đã mất 2 giờ để đưa tất cả các học sinh trong trường tới nơi an toàn.
Khi cuộc xả súng xảy ra, đã có những lời đe dọa các học sinh thuộc bộ lạc Tulalip, vốn cùng xuất xứ với hung thủ Fryberg, được đăng trên các trang mạng truyền thông xã hội. Một phát ngôn viên của trường Marysville tuyên bố rằng trường đã nghiêm túc đánh giá những lời đe dọa trên.
Ngày 30 tháng 10 năm 2014, hàng trăm người đã dự lễ truy điệu cho Fryberg ở trung tâm vui chơi giải trí đặt tại khu dành riêng cho bộ lạc Tulalip.

## Nạn nhân
Lúc 12:45 (múi giờ Thái Bình Dương) ngày 24 tháng 10, có báo cáo nói rằng một nữ sinh đã chết tại hiện trường và ba nạn nhân còn lại bị thương. Tất cả học sinh đó được điều trị ở Trung tâm y tế khu vực Providence tại Everett, Washington, đều đang ở trong tình trạng nguy kịch, nguyên nhân là do đạn bắn vào đầu.. Nữ sinh chết trong căngtin được xác định là Zoe Raine Galasso (14 tuổi) do bị bắn vào đầu. Đây được coi là một vụ giết người.
Ban đầu báo cáo đó nói rằng ít nhất một trong các nạn nhân đã được đưa tới bệnh viện. Tuy nhiên sau đó chỉnh sửa lại rằng tất cả bốn nạn nhân bị thương đã được đưa tới Trung tâm y tế khu vực Providence bằng xe cứu thương nhưng ở đó có ít dụng cụ xử lý chấn thương nặng nên đã được chuyển lên bệnh viện tuyến trên.
Bốn nạn nhân bị thương tên là Nate Hatch (14 tuổi) và Andrew Fryberg (15 tuổi), cả hai đều là anh em họ của Jaylen Fryberg; Shaylee Chuckulnaskit (14 tuổi), Gia Soriano (14 tuổi). vết thương của Soriano và Chuckulnaskit,theo báo cáo, là rất trầm trọng đễn nỗi không nhận biết nổi vật ngay lập tức. Andrew Fryberg, Shaylee Chuckulnaskit, và Gia Soriano đều trong tình trạng nguy kịch ở Trung tâm y tế khu vực Providence. Nate Hatch bị một vết thương do đạn bắn vào quai hàm và được đưa đến Trung tâm Y tế Harborview ở Seattle để điều trị. Ở đó, cậu được liệt vào danh sách nạn nhân trong tình trạng nghiêm trọng và được chăm sóc chuyên sâu. Tình trạng của cậu được đánh giá là cải thiện tốt vào ngày 27 tháng 10. Cậu hiện đang được hồi phục sau khi phẫu thuật quai hàm và dự kiến sẽ còn có vài cuộc phẫu thuật nữa.
Tối ngày 26 tháng 10, Gia Soriano đã chết. Ngày 31 tháng 10, một tuần sau vụ nổ súng, Shaylee Chuckulnaskit cũng đã được xác nhận là đã chết.
Hai học sinh khác đã được điều trị vết thương không đáng kể tại trường, song không rõ liệu những thương tích này được gây ra bởi súng hay không.

## Thủ phạm
Jaylen Ray Fryberg (15 tuổi) là cậu học sinh đã được xác định là hung thủ. Trong trường học, cậu được coi là một đô vật nổi tiếng ở trường. Cậu cũng là người hay vui vẻ, một cậu bé rất ngoan ngoãn, và không phải là người ưa bạo lực. Fryberg là người Mỹ bản địa và là thành viên của bộ lạc Tulalip. Cậu xuất thân từ một gia đình bộ tộc nổi tiếng. Một tuần trước khi xảy ra sự việc, Fryberg đã được công bố là sinh viên năm nhất cầu thủ xuất sắc nhất của trường tại một trận bóng đá. Cậu được báo cáo là đã sử dụng nhiều tài khoản truyền thông xã hội với các hình ảnh săn bắn và sử dụng súng. Fryberg cũng quan tâm đến thể thao và âm nhạc. Quyền sở hữu của khẩu súng lục Beretta sử dụng trong vụ nổ súng đã được truy nguồn từ cha của Fryberg.
Trong tài khoản Twitter của mình, vài bài viết cuối cùng của Fryberg được mô tả là "khá bức xúc". Vài giờ trước khi vụ thảm sát xảy ra, một bạn cùng học đã nói chuyện với Fryberg, hỏi xem cậu có sao không sau một cuộc ẩu đả với học sinh khác đã dùng lời lẽ phân biệt chủng tộc với cậu. Fryberg đã bị đình chỉ học và bị đuổi khỏi đội tuyển bóng đá sau vụ ẩu đả này.
Một học sinh thứ hai tuyên bố rằng Fryberg đã chiến đấu với một bạn cùng học để tranh giành một cô gái; không rõ cuộc ẩu đả này có là một trong những cuộc ẩu đả được gây ra bởi nói xấu chủng tộc hay không. Theo chưa một học sinh, một trong những nạn nhân của Fryberg là một cô gái đã từ chối khi Fryberg mời cô đi chơi. Cô gái này, sau đó xác định là nạn nhân bị giết Zoe Galasso, được báo cáo là đã hẹn hò với Andrew Fryberg, anh em họ của Fryberg và là một trong những nạn nhân bị thương, vào thời điểm đó. Sau đó có báo cáo rằng Fryberg đã từng có một cô bạn gái tại thời điểm xả súng, người mà cậu đã gửi đi hình ảnh của mình với khẩu súng trong nhà ăn của trường ngay trước khi nổ súng. Cô gái được xác định là Shilene George, người đã nói với cơ quan cô đã buộc phải chấm dứt mối quan hệ ngày trước khi vụ nổ súng xảy ra sau khi Jaylen tỏ ra "bạo lực" với cô.